# 威廉·喬利茨
威廉·弗雷德里克·喬利茨（英語：William Frederick Jolitz，1957年2月22日—2022年），暱稱比爾·喬利茨（Bill Jolitz），生於美國，軟體程式設計師。於1989年至1994年間，與其妻子琳恩·喬利茨（Lynne Jolitz），領導開發了386BSD作業系統。
威廉·喬利茨於1997年在加利福尼亞大學柏克萊分校（UC Berkeley）取得計算機科學文學學士（BA）學位。在1991年，Net/2作業系統發布之後，威廉·喬利茨將它移植到Intel 80386環境上，開發出386BSD，於1992年正式釋出，這是第一個開放源始碼的BSD作業系統。

## 外部連結
- William Jolitz，存档于（存檔日期 February 8, 2019） - personal website
- The Unknown Hackers （页面存档备份，存于） - Salon article